# 日本裸天竺鯛
日本裸天竺鯛（学名：Gymnapogon japonicus），又名大面側仔、大目側仔，为輻鰭魚綱鈎頭魚目天竺鯛科裸天竺鯛屬下的一个种，分布於西太平洋日本至菲律賓海域，深度0至5公尺，本魚體延長，體側扁，頭大、眼大、口大且斜裂；頜齒細小，鋤骨和腭骨通常具齒，舌上無齒，前鰓蓋骨邊緣具鋸齒，鰓蓋骨後緣棘不發達，體裸露無鱗，頰部及鰓蓋均被鱗，體白色，魚鰭透明，背鰭硬棘7枚、背鰭軟條10枚、臀鰭硬棘2枚、臀鰭軟條9枚，體長可達5公分，棲息在開放水域，以浮游生物為食，生活習性不明。